# La casa di Mary (film 1982)
(Tagline del film)
La casa di Mary (Superstition) è un film del 1982 diretto da James W. Roberson.

## Trama
Mill Road: in questa località è presente la tenuta Charlotte di proprietà della chiesa che la ricevette in dono secoli prima con la clausola che i discendenti del donatore potessero viverci per sempre. Essendo circondata da un parco e situata nei pressi di uno stagno, la tenuta, viene spesso scelta dai giovani del luogo per giocare e per appartarsi. Quando però diventa teatro di orribili decessi, il reverendo Harry anche se in via di trasferimento e David Thompson il nuovo reverendo arrivato, si mettono a disposizione dell'ispettore Sturgess per fare luce sull'accaduto. Mentre sono in attesa dell'arrivo di George Leahy, un altro reverendo incaricato insieme a David di prendersi cura della tenuta, le morti e gli avvenimenti inspiegabili continuano senza sosta. In un primo tempo si pensa che il colpevole possa essere Arlen il figlio problematico di Vera (ultima discendente che ancora abita nella tenuta) ma ben presto David scopre che proprio lì nel 1692 una certa Elondra Sharack venne condannata a morte per stregoneria senza però che il suo spirito malefico venisse mai sconfitto. Subito dopo la sua esecuzione, infatti,  la chiesa dove venne condannata fu rasa al suolo da un incendio e tutti i suoi accusatori morirono atrocemente uno dopo l'altro. E a quanto pare la sua vendetta ancora non si è placata.

## Produzione
A parte Albert Salmi il cast del film è composto da attori praticamente sconosciuti al pubblico italiano. 
Le riprese del film sono avvenute interamente nei pressi di Los Angeles in California e più precisamente nella celebre Garbutt House di Silver Lake.
I manifesti e le locandine utilizzate per la promozione del film, all'epoca della sua diffusione nelle sale cinematografiche italiane, sono opera dell'illustratore Renato Casaro.

## Distribuzione
Il film è stato distribuito nelle sale italiane nel mese di agosto del 1982 e vietato ad un pubblico minore di 14 anni.

### Data di uscita
Alcune date di uscita internazionali nel corso degli anni sono state:
- 28 agosto 1982 in Italia
- 18 gennaio 1983 in Portogallo (Superstição)
- 19 luglio 1984 in Messico (Superstición)

## Accoglienza

### Incassi
Si è classificato al 91º posto tra i primi 100 film di maggior incasso della stagione cinematografica italiana 1982-1983.

### Critica
La critica all'uscita del film nelle sale italiane non fu particolarmente positiva. In un articolo dell'epoca apparso sul quotidiano La Stampa si legge: "Macabro secondo l'uso e con un modesto flashback evocante il fanatismo religioso di tempi andati, La casa di Mary (che nell'originale s'intitola in modo più appropriato "Superstition") è uno scialbo prodotto di serie C in cui emozioni e suspense risultano assai scarse".
In tempi più recenti il film è diventato un piccolo cult per gli amanti del genere e risulta apprezzato soprattutto per essere un godibile horror anni 80 con delle ottime sequenze splatter.